# 盛鹏 (足球运动员)
盛鹏（1989年2月9日—），是一名中国足球运动员，现效力中国足球超级联赛球队贵州人和，司职守门员。

## 俱乐部生涯
2004年，盛鹏进入家乡球队上海国际梯队，之后随队西迁到西安。2007年，他进入陕西宝荣一线队名单。2008年，盛鹏被送往由球队梯队组成的陕西四达参加乙级联赛，以备战2009年的全运会足球比赛。2010年，盛鹏回到陕西浐灞，担任球队的第四号门将，2011年成为第三号门将，担任张烈和沈俊的替补。2011年11月2日，盛鹏在2011赛季联赛最后一轮陕西2比2战平青岛中能的比赛首发登场，首次亮相中超联赛。